# ハクサイ
ハクサイ（白菜、学名: Brassica rapa var. glabra 'Pe-tsai' ）とは、アブラナ科アブラナ属の二年生植物であり、中華料理の代表的な野菜の一つ。日本では冬の野菜として好まれ、多く栽培・利用されている。

## 名称

### 日本語
和名ハクサイは、中国名の「白菜」に由来する。日本語でいうハクサイは、"Napa cabbage"・"Nappa cabbage"（napaやnappaは日本語の「菜っ葉」が語源）に相当する。

### 中国語
中国語では「大白菜」と「小白菜」に分かれ、チンゲンサイや山東菜なども含まれるが、日本でいうハクサイは前者の一部に限られる。

### ヨーロッパ諸言語
英語名は「中国のキャベツ」を意味する Chinese cabbage（チャイニーズ・カベッジ）で、広く多種類の中国野菜を意味し、キャベツのように葉を巻き込んで結球する形状に因む。
フランス語名はchou chinois（シュー・シノワ）、イタリア語名はcavolo cinese（カーヴォロ・チネーゼ）で、いずれも英語名と同じく「中国のキャベツ」という意味を持つ。

## 歴史
ハクサイの原種はブラッシカ・ラパ（学名: Brassica rapa）という野生植物で、これから2系統のカブの仲間が派生し、ひとつは主に根菜とするカブの系統、そしてもうひとつは葉を食用にするハクサイの系統で、ハクサイには多くの変種が存在する。ブラッシカ・ラパは、2300万年前よりあとの太古の時代に地中海東部沿岸からギリシャ付近でアブラナ属の祖先植物から派生してヤセイカンラン（キャベツの原種、学名: Brassica oleracea）とともに生まれた系統といわれている。その後、ヤセイカンランは北方のヨーロッパ地域へと分布を広げていったが、ブラッシカ・ラパは、およそ200万年前に中央アジアに到達した。種子から食用油がとれる作物として中国やインドに種が人為的に持ち込まれた可能性があり、中国の西安市郊外の半坡遺跡からは、6000年以上前のブラッシカ・ラパの種子が発掘されており、シルクロード交易路を通って特徴的なブラッシカ・ラパの変種が運び込まれたことが遺伝的に証明されている。プラッシカ・ラパの変種であるハクサイの原産地は中国で、結球する印象が強いが、中国では結球しない品種も多い。

### 中国・朝鮮・ヨーロッパでの栽培
中国北東部の原産で、漬け菜の仲間から中国で見いだされた葉菜である。原種であるブラッシカ・ラパは、紀元前の中国大陸に伝わると栽培されるようになり、様々な野菜を生んだ。原産地の地中海沿岸地方では、漬け菜のような姿だったものが、中国大陸へ伝播した後に、11世紀頃結球型となった。半結球のハクサイは、10世紀の揚州でパクチョイとカブの交雑から生まれたという説もある。17世紀に葉の巻きをきつくした品種改良が進み、19世紀には今日見られるようなハクサイが日本に渡った。17世紀の中国で書かれた『天工開物』という産業・科学技術を解説した書物には、ハクサイの種子は最上の食用油がとれる重要な農産物のひとつとされていた。パクチョイやカラシナは中国南部が栽培に適していたが、ハクサイは中国北部地域が適した。1920年代に北京の低所得者世帯を対象に行った調査では、ハクサイだけで野菜にかける出費の25%を占めていた。
朝鮮半島にはじめて紹介されたころのハクサイは非結球種で、主に消費していたのは富裕層が中心で、高価で貴重品だった。韓国に現存する最古の医学書『郷薬救急方』（1236 - 1951年）には、「（非結球の）白菜は甘くてまろやかな味がして毒がない」と述べている。15世紀初頭に李氏朝鮮が興って間もないころ、ハクサイは当初漢陽（ハニャン（한양）、現ソウル特別市）の外で栽培されていたが、宮廷が拡張するにつれ、ハクサイの栽培地も広がって郊外まで到達した。ただし、作物から種子を採って3年も経てば交雑によってハクサイの特徴がなくなるという問題も起こっており、少なくとも1533年までは、朝鮮の人々はハクサイの種子を中国（北京）から輸入していたという記録がある。18世紀になってハクサイの栽培は朝鮮全土に行き渡り、最も多く栽培される野菜に近づいていった。1907年には朝鮮最北部の行政区分、咸鏡道（ハムギョンド）で栽培されるようになり、価格も下落して庶民の日常的な食品へと変化した。1909年、日本統治下で朝鮮半島に清国1号という品種が持ち込まれたという記録がある。
西洋にハクサイが浸透するまでには長い年月がかかっている。1888年、英国ロンドンにあるキュー植物園がハクサイの栽培を始めたが、キュー植物園以外で栽培を開始した園芸家からは30年が経過しても、ハクサイの野菜としての価値について賛否両論が寄せられていた。ヨーロッパの人々は、ブロッコリーのようにアブラナ属のいくつかの特徴だけにこだわって変種をつくることを好み、それを乱す他のアブラナ属の葉菜には手をつけてこなかった。

### 江戸時代
日本への渡来は江戸時代後期、不結球性の品種が輸入されていた。幕末の1866年に結球性の品種が導入されて栽培が始まった。アブラナ科の近縁種間の交雑によって生まれたハクサイは、特に継続した採種が困難だった。江戸時代以前から、日本に非結球種が漬け菜として度々渡来したが、いずれも交雑により品種を保持できなかった。これは、現在でも育種家の課題である、ハクサイの強い交雑性が原因と考えられている。
白菜は明治以前から何度も日本に伝来していたのに、なぜ栽培が成功しなかったのかという問題について、科学史家の板倉聖宣は「日本にあった漬け菜やカブやアブラナと花粉が交配してしまって、白菜の特徴を失ってしまっていたからだ」としている。明治以前には日本人は西洋科学の「種（しゅ）概念」を知らず、白菜が日本で既に栽培されていたカブと漬け菜とアブラナと同種であるということを知らなかったため、白菜栽培の農業的問題を克服できなかった。明治維新後に西洋の生物学が導入されることで白菜と同種の植物が認識され、交雑の問題を解決することで、白菜栽培が始めて軌道に乗った。

### 明治政府による種子の導入
明治8年（1875年）に、日本政府は清に農産物の調査委員を派遣した。調査委員は結球白菜の種子を持ち帰った。その種子は勧業寮の農務課によって三田育種場で育てられたが、育った作物は結球せず、「白菜は葉が丸まって球になる」こと自体が半信半疑となる結果だった。三田育種場ではその作物から種子を取って育ててみたが、年を追うごとに白菜の特徴が失われていったため、栽培に失敗した。

### 愛知栽培所の試み
政府の調査とは別に、明治8年（1875年）に東京市の博物館で清国の「根付きの山東白菜」が出品され、その見事な結球を見て愛知県栽培所（現在の愛知県農業試験場）の人々は頼み込んで2株を分けてもらった。しかし育った白菜の花から種子を取って育てたところ結球しなかった。栽培係の佐藤管右衛門は、育った白菜からもとの白菜に似た株だけ残してその花を咲かせて種子を取るという方法を10年繰り返し、結球した白菜の種子を取ることに成功した。しかし、その白菜はまだ完全に結球しているとは言えない半結球の白菜だった。愛知栽培所では明治18年（1885年）には付近の農家に種子を分けて栽培してもらって、山東白菜として売り出すようになった。

### 日清戦争と白菜
明治中期の日清戦争（1894 - 1895年）のときに、現地で見事に結球した白い白菜を見て、現地軍隊の食事にもなり、明治27年（1894年）には明治天皇にも献上された。このとき愛知栽培所の白菜も天皇に献上され、白菜は人々に広く知られるようになり、茨城県立農業試験場でも栽培されるようになった。しかし、それらの白菜から取った種を育てると白菜の特徴が失われて変質してしまうという問題は解決できなかった。明治年間には清国産の結球白菜の種子に負けないほど良質の種子は作れなかった。大正3年（1914年）の『結球白菜』（香月喜六　著）には「優良なる本当の白菜を作らんとするには、（種子を）ぜひとも本場の清国から輸入しなければなりません」とあった。

### 日本での栽培成功
明治末期から大正にかけて、宮城県の沼倉吉兵衛が宮城農学校（宮城県農業高等学校の前身）と伊達家養種園で芝罘白菜（チーフ白菜）の導入に成功した。彼らの成功は「白菜を他のアブラナ科植物から隔離したこと」にあった。沼倉は菅野鉱次郎と相談して、「松島の離島で育てて種子を取ること」を思いついた。彼らは大学の農学部で学んだため、作物の科学的研究についてよく知っていた。その頃には「アブラナ科の作物の種子を取るには花粉の混じり合いを心配しなくてはならない」ということがよく知られていた。そのため沼倉と菅野は、松島湾の馬放島という小島なら白菜を他のアブラナ科の植物から隔離できるだろうと考えた。彼らは応援の人々と一緒に島に生息していたアブラナ科の植物を調べて根こそぎ取り除き、堆肥を作って白菜を植える場所を耕して種子をまいた。そして日本で初めて他のアブラナ科の花粉が混じらない白菜の種子を得ることに成功した。その白菜の種子は大正5年（1916年）には毎年清国の種子に頼らず生産できるようになり、松島白菜の品種名を与えた。農家は島で採取した種を得て栽培し、仙台白菜の名で出荷した。

### 愛知県での量産化
同時期に愛知県名古屋市中川区大蟷螂町付近で野崎徳四郎（キャベツやカリフラワーの普及にも関与）が大正6年（1917年）に、「愛知白菜種組合」を作り「愛知ハクサイ」として売り出した。大正7年（1918年）に野崎は、仙台での成功を知って、畑を金網で囲って天井をガラス張りにして、チョウやハチが他のアブラナ科の花粉を受粉できないようにして栽培し、結球白菜の種子を得ることに成功した。昭和に入って石川県でも栽培が軌道に乗り、これで現在の主要系統である松島群、野崎群、加賀群という三大品種群が作り出されたことになる。

### 日常食品としての定着
第二次世界大戦前の昭和初期から主要野菜としての地位を占めてきた。日本で結球種のハクサイが食べられるようになったのは、20世紀に入ってからである。

## 品種

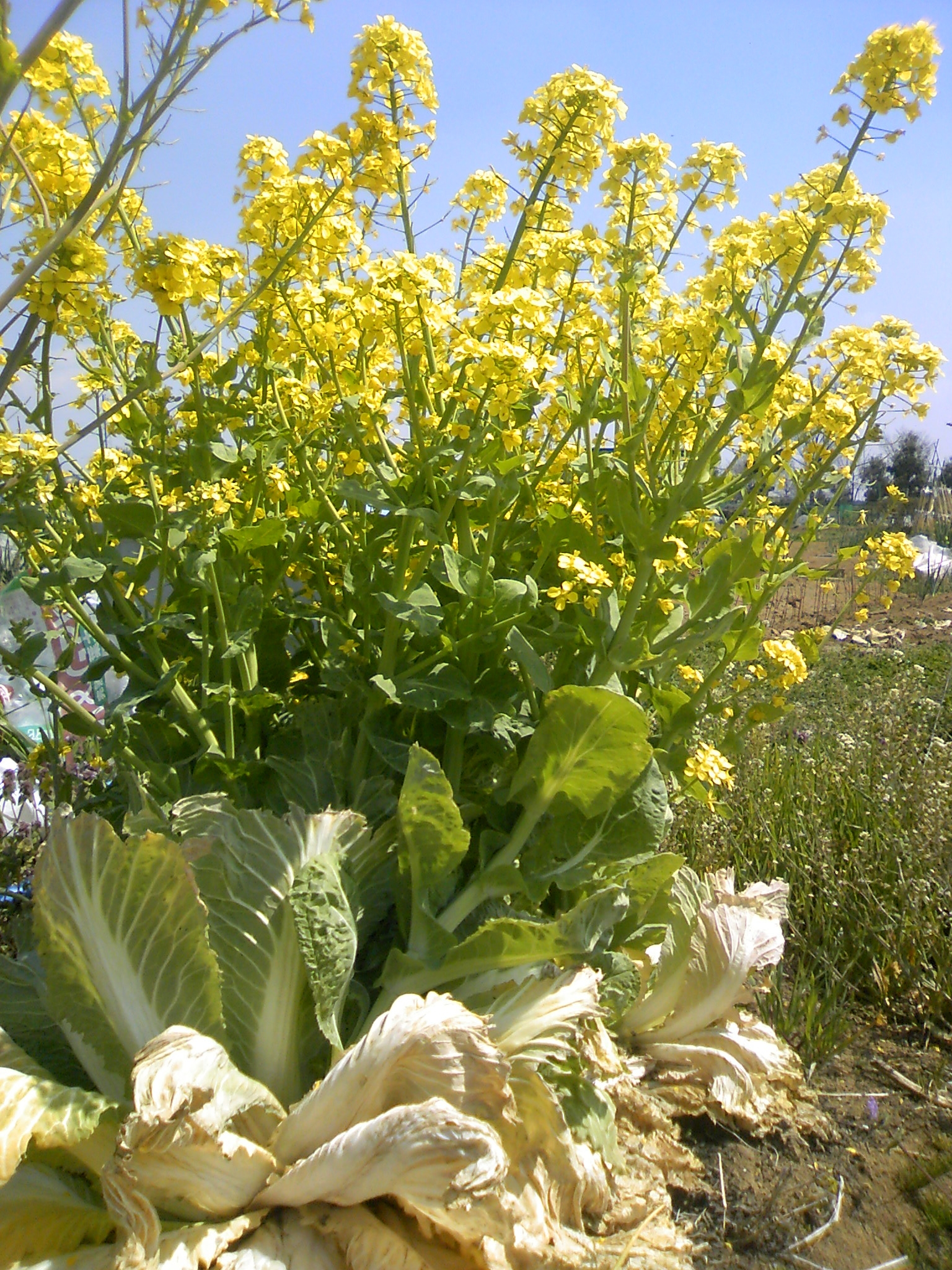
花が咲いた、畑のハクサイ。アブラナ（菜の花）の仲間であることがよくわかる。

品種は結球性・半結球性・不結球性の3タイプがあるが、一般にハクサイと呼ばれるものは結球するタイプを指している。
中国では卵円形の山東系、長い筒型の河北系、丸みのある河南系の3系統に大きく分けられ、8群ある。このうち日本では山東系の3群（菊花心群、芝罘群、膠県群）を品種改良したものが定着し、さらに現在の日本で栽培される品種は、不和合性を利用したそれらのF1品種である。主流は結球性の大型種で、甘みの濃いもの、内葉がオレンジ色のもの、ミニサイズ種なども流通している。
結球性白菜
- 円筒型（包被型） - 葉が頭部まで重なって結球する。日本で最も多く出回る。品種の大半がF1（雑種第一代）である。
- 砲弾型（抱合型） - 葉が頭部では重ならない。秋、冬に出回り、主として漬物用。
- 紹菜（竹の子白菜） - 中国山東省・河北省の原産で、中国名は「紹菜」（シャオツァイ）。長さ40 - 50 cm、直径15 cmほどの長円筒状に成長する。煮崩れしにくく、煮物に向く。
- ミニはくさい - 500 gから1 kg前後の小型種。葉が柔らかいので生食にも向く。娃娃菜など。
- オレンジはくさい - 外葉は緑色で、中心部分がオレンジ色になる品種。甘味が強く、ハクサイ特有の匂いも少ないことから、サラダなど生食にも使える。
- タイニーシュシュ - ミニはくさいの一種で、別名「サラダミニはくさい」ともよばれる。生食向きで、サラダにするほか、浅漬け、鍋物、炒め物に使われる。
- 霜降り白菜 - 耐寒性が強く、霜に当たると甘味が増すという特徴を持つ、茨城県白菜栽培組合が育種した品種。一般の白菜より収穫するまでの栽培期間が長い。
- ヘアレスはくさい - 中国南部、台湾に普及している。無毛で、多汁質なのでサラダなどに向く。

半結球性白菜
頭部が開く。関東地方に多く、主に漬物用。
- 山東菜（山東白菜） - 中国山東省原産の半結球性ハクサイの一種。
- 花芯山東菜（かしんさんとうさい） - 埼玉県で栽培される半結球山東菜で、花のように葉先が開いて芯の部分が黄色くなる。東京や埼玉で栽培されてきた固定種。

不結球性白菜
葉の上部だけでなく下部も密着していない型。外見はコマツナやホウレンソウに似ている。流通量は少ない。
- 広島菜 - 広島市特産の不結球ハクサイの一種。通常は漬物として利用される。
- 盛岡山東菜（もりおかさんとうさい） - 葉が巻かない山東菜の一種。東北地方の品種で寒さに強く、葉がやわらかいのでおひたしに向く。早生系品種で、種まきから50日で収穫する。

種間雑種
- ハクラン - 偽受精という現象を、アブラナ類の品種改良に利用する研究の過程で誕生したキャベツとの雑種。味は良いが採種量がやや少ない。

## 栽培

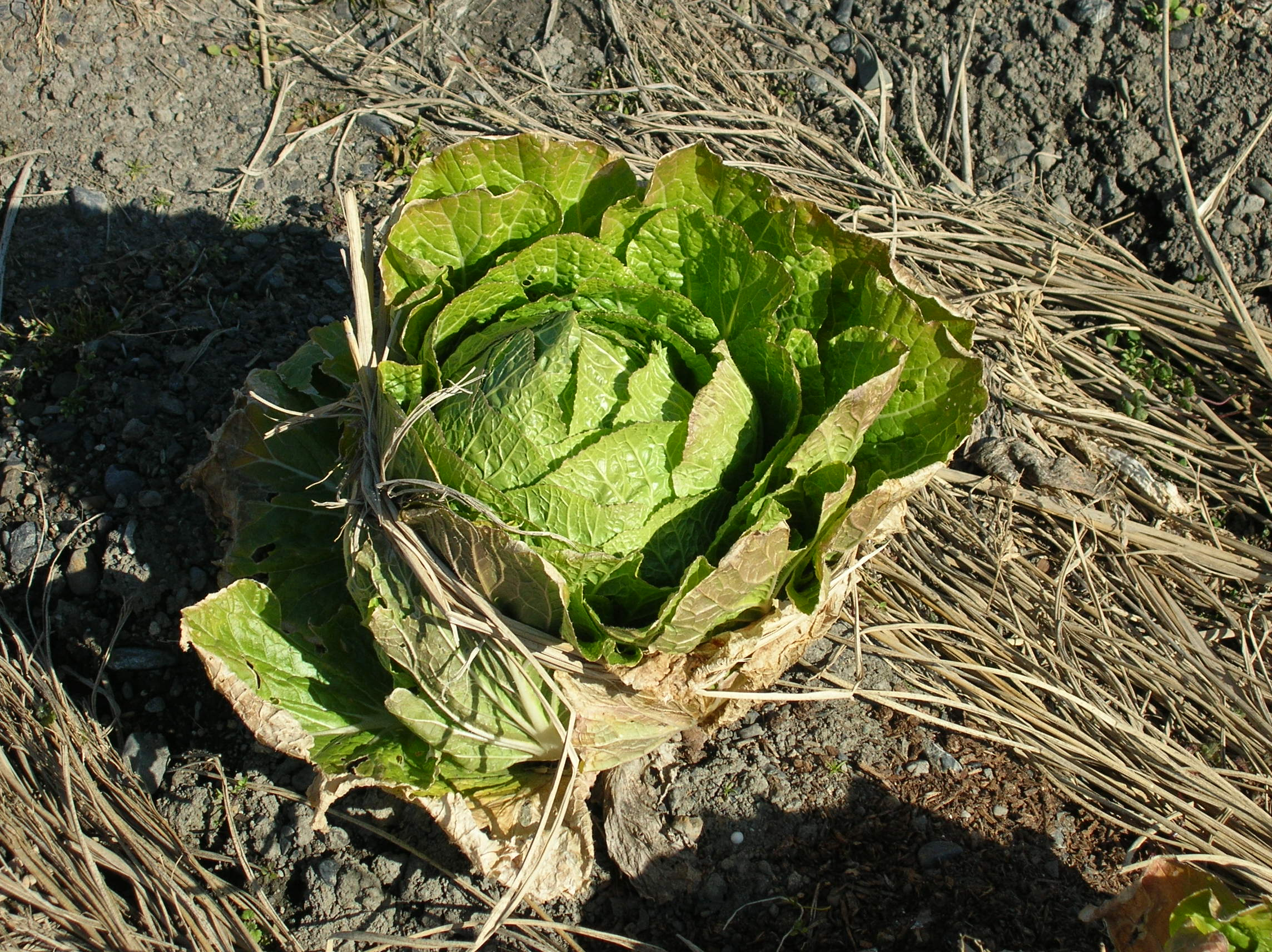
越冬には玉の上部をひもで縛ることで葉を霜の害から守る。

ハクサイは冷涼な気候を好み、栽培に適した土壌酸度は pH 6.0 - 6.5、発芽適温は18 - 25℃、栽培適温は15 - 20℃とされる。「春まき」もできるが、一般に作型は「秋まき」で栽培し、晩夏から初秋（8月下旬 - 9月上旬）にかけ播種し、間引きしながら育て、初冬から春先にかけ収穫する。アブラナ科植物であることから連作障害があり、同じアブラナ科野菜の作付については、2年から3年は不可とされる。種まき時期が重要で、適期より早すぎると病虫害に遭いやすくなり、遅すぎると低温で葉数が不足して、うまく結球しなくなる。また、結球のプロセスはデリケートで、15 - 20℃の気温と、本葉18 - 20枚に生育している条件が重なると結球が始まる。結球開始時の株の大きさで結球する玉の大きさも決定されるため、植え付け時期や追肥のタイミングも重要になる。外葉が枯れると結球しなくなる。肥料を好み、元肥を多めに入れて、追肥も3回ほど行う。苗を大量につくる場合は、練り床に種まきをしてもよい。苗が小さいうちは、しっかり害虫対策をすることが肝要になる。
播種から2 - 3か月で収穫が可能で、品種により収穫までの栽培日数は異なり、極早生種は50 - 60日、早生種は65 - 70日、中早生種は75 - 80日、中生種は75 - 80日、晩生種は95 - 100日ほどかかる。本葉4 - 6枚の苗が植えつけ適期。早生種は播種から65日ぐらいで収穫可能。手で玉を押し、固く締まっていれば採取する。葉が20枚以上に育っても結球しなかったものは、そのまま畑に置いておき、春に花茎を収穫してもよい。
畑は植付け前2週間前に苦土石灰を散布して中性にし、堆肥をすき込んで畝を作る。畝に約60 cm間隔で種を、1か所に10粒ほど点まきして、軽く覆土する。発芽したら間引きしながら育て、1回目は双葉が出揃ったら半数に、2回目は本葉5 - 6枚で2本だけ残し、3回目は本葉10枚で1か所に1本だけ残す。また、苗をつくって定植する方法でもよく、育苗箱に筋まきして双葉が出たら育苗ポットへ移植し、本葉4 - 5枚の苗に育てて定植する。
種まき40 - 80日後から結球して生育するために盛んに養分の吸収が始まる。定植の2週間後から約20日ごとに追肥を施して、除草を兼ねて中耕と土寄せを行い、外葉が大きくなるように育成すると大玉化する。順調にいけば、10月ごろから少しずつ結球のはじまりが見られ、11月ごろさらに葉が巻く。また特に暖期は、アブラムシ、アオムシ、ダイコンサルハムシなどの害虫がつきやすいため、白い寒冷紗でトンネルを作るとよい。
11月以降、触ってみてしっかり葉が固く巻いていたらハクサイの収穫に入り、株の根元を切って収穫する。また越冬時は、玉の上部を外葉ごとひもで縛ることで内部の玉になった葉を雪や霜の害から守る。霜や気温が0度以下になった場合に、細胞内の水分が凍結し、葉が枯れてしまう「霜枯れ」が起こるのを防止する目的である。こうすることで外葉が霜で痛んでも、中の玉は瑞々しい。通常日本では11月下旬からこの作業を行い、ハクサイの株を畑で貯蔵でき、春まで必要なときに随時収穫できる。また、この作業の必要がない、葉が巻きやすくなった品種もある。
普通のハクサイの半分ほどの大きさのミニハクサイは、種まきから50日ほどで収穫でき、耐病性にもすぐれるので、家庭でコンテナで栽培することにも向いている。

### 病虫害
病虫害は軟腐病、ウイルス病、アブラムシ、コナガ、アオムシ、ヨトウムシなどがあり、アブラムシやアオムシの被害が多発しやすい。軟腐病は、土中の細菌が原因で植物の傷口から細菌が入って地中に近い葉がドロドロに軟化して腐敗する病気で、マルチングを行って雨による泥の跳ね返りをすると効果的である。植え付け直後に防虫ネットなどをトンネル状にかけておくと、害虫がつくのを予防できる。
べと病
葉に不規則な淡黄色の病斑が広がっていき、葉裏にカビが生えてくる病気。
石灰欠乏症（アンコ症）
結球内の芯から腐敗して溶けてしまう病気。石灰欠乏が原因。
ゴマ症
茎に黒い斑点が多数現れる現象。実際には病害でも虫害でもなく、タンパク質がα-アミノ態窒素に変化したもので、ポリフェノールの一種である。美観を害する以外に、発症による白菜の影響はない。栽培の際に与える窒素肥料過多による、外葉の過剰肥大が引き起こす光合成不足により発生しやすい。栽培技術的には、初期の生育を緩慢にし窒素吸収を抑制し、外葉の過剰肥大を防止すれば、ゴマ症の発症を回避可能である。

## 生産
世界的にハクサイの栽培量が多いのは、日本、韓国、中国東北部である。中国では1961年以来、ハクサイ消費量が増え続けている傾向にある。

### 日本
日本での生産量はダイコン、キャベツに次いで3番目に多い。統計では1941年からデータが取られ、既に50万ｔが生産されていた。1968年にピークとなり186万tを超えたが、その後は食文化の洋風化により減少した。第二次世界大戦後に生産量が急拡大した際、連作障害による被害が拡大したが、これに対抗する耐病性育種も進んだ。
有力産地は、冬場は茨城県、夏場は冷涼な長野県である。作型が分化し、通年安定的に供給されているが、日本最大の生産地である茨城県は4月 - 5月と11月 - 1月の出荷量が多く、長野県は7 - 9月、群馬県は7月と1月 - 2月に多い。夏ハクサイの産地である北海道は8月 - 10月、秋冬ハクサイの産地、兵庫県は2月 - 3月に出荷量が多くなる。

## 食用
寒さにあたって、おいしさを増す冬を代表する野菜で知られ、キャベツのように結球した葉を食用とする。結球様の形状はキャベツがやや横に扁平なのに対し、ハクサイは縦に長い。葉は結球の外側は緑色をしているが、結球の内部へいくほど黄白色になる。栄養価は外側ほど高い傾向がある。一球を一度に食べ切れない場合は、切って内側の葉から先に使うと味が長持ちしやすい。
通年流通するが、本来の旬は冬（11月 - 2月）とされ、葉がしっかりと巻いていて、大きさの割に重みのあるもので、軸の白い部分が太すぎず、外葉が青々としているものが市場価値が高い良品だと言われている。特に、気温が下がって霜に当たると自然な甘みが出て、繊維が柔らかく美味となり、食べる前に2 - 3日天日干しすると、さらに甘味が増す。味は山東系品種は水気が多く甘味がある。北方系の竹の子白菜は、甘味と独特の風味があるが、葉が固くて漬物には向かない。南方系のヘアレスはくさいは、葉が柔らかくて生食に向いている。

### 調理・料理
冬の鍋料理の具材として定番となっている。また、煮物、煮浸し、汁物、炒め物、蒸し物、漬物などに使われるほか、キャベツと同様に（あるいはその代用品として）餃子の具に使われる場合がある。
煮る、炒める、和える、漬けるなど、調理方法は幅広い。日本では加熱して用いることが多いが、欧米では主にサラダ用として広まっている。葉と茎では、加熱時の火の通りに違いが出るので、切ったあとに葉と茎の部分を分けておいて、時間差を付けて加熱調理するのがふつうである。炒め物で使うときは、葉を1枚ずつ広げて、火の通りやすい葉の部分と、厚みがあって火が通りにくい軸の部分を切り分けて、軸は根元のほうから軸方向に沿わせてそぐように包丁を斜めに入れて切ると、断面積が広くなって火が通りやすくなり、味もよくしみる。料理によって調理法も異なるが、弱火で調理すると水分が出て水っぽくなるため、強火で一気に仕上げるとよいと言われている。
中華料理では、全体にとろみを付けて煮汁も一緒に食べるように工夫される。中華料理におけるハクサイは、中国のどの地方でも、豚肉と同じくらいさまざまな料理に使われている食材である。
- 鍋料理に入れられたハクサイ
- キムチ

### 栄養価
野菜の中でも低カロリー（可食部100グラム中、14 kcal）で、水分が約95%と多く、各栄養素が微量なため栄養面ではあまり評価されていないが、ビタミンCやビタミンB群、食物繊維、カリウム、ビタミンK、葉酸などをバランスよく含有する淡色野菜である。外葉の緑色の部分には、β-カロテンも含まれている。煮物にすると、水に溶け出したビタミンやカリウムも逃さず摂取することができる。
ハクサイは一度の食事でたくさん食べることができる野菜である。このため、食物繊維を多く摂取できることもできるため、食事で摂った余分なコレステロールや糖質を体外に排出して、便秘の解消や、高血脂症や糖尿病の予防に役立つと考えられている。ハクサイに豊富に含まれるカリウムは、体内の余分なナトリウムの排出を促すことから、漬物など塩分量が多い食事の場合を除いて、食物繊維と相まって高血圧を予防する働きが期待できる。ハクサイのビタミンCは水に溶けやすい欠点があるが、たくさん食べることで冬場の貴重なビタミン供給源となる。ハクサイに含まれるビタミンC量は部位別で異なり、葉先に近い中心部付近が少なく、葉の先端が最も多くなる。
抗がん作用が指摘されているイソチオシアネートが豊富である。アブラナ科の野菜に共通して含まれている機能性成分にグルコシノレートがあり、ハクサイにもわずかであるが含まれている。グルコシノレートは加熱しても分解されず、体内に入ると肝臓の解毒作用を活性化することも証明されている成分で、動物を使った研究ではがんの発症を抑制したという報告がある。また、発がん物質の吸収や蓄積を防ぐモリブデンが微量ミネラルとして含まれているなど、ハクサイにはがんを予防する働きが期待されている。

### 保存
葉菜類の中でも貯蔵性が高く、カット売りされているものよりも、丸ごと売られているもののほうが日持ちし、冬場であれば2か月ほどもつ。株をまるごと保存するときは乾燥を防ぐため新聞紙に包んで、冷暗所で立てて置く。大きく切ったものは、ラップで包んで乾燥を防ぎ、冷蔵する。切った物は、株の根元に縦に切れ目を入れておくと、ハクサイの成長を止められるため、鮮度がより長持ちする。

## 文化
中華民国台北市の国立故宮博物院の代表的な収蔵品に「翠玉白菜」がある。ただしこの白菜は本種のことではなく、山東菜のような結球しないタイプがモデルである。「翠玉白菜」は光緒帝の妃である瑾妃の宮殿内にあった翡翠の彫刻で、そのモチーフとなっている白菜には「純潔」、バッタ類には「多産」の意味があるとされている。